# Synapse Distribution
Synapse Distribution (também mencionada apenas como Synapse) é uma distribuidora de filmes criada no Brasil em 1989. Lança cerca de 50 filmes por ano. Dentre os filmes já lançados estão o ganhador do Oscar de melhor filme internacional 2021 Druk - Mais uma Rodada e o indicado Quo Vadis, Aida?.
Por ser parte do selo de distribuição do Grupo Sofa Digital, a Synapse Distribution usa os dados e a inteligência obtida através do Filmelier e também do sistema de relatórios Remote Control que tem informações de mais de mil títulos lançados no formato digital.

## Histórico
De 2015 a 2021 licenciou mais de 2 mil horas de conteúdo para Netflix, Amazon, Apple, Google, Globoplay, Pluto TV e MUBI. Em 2018 passou a fazer parte do Grupo Sofa Digital. Lançou no Brasil, junto com a Vitrine Filmes, o filme do Óscar 2021, Druk (bra:Druk - Mais Uma Rodada) simultaneamente nas plataformas digitais e nos cinemas em março de 2021, e no mês seguinte iniciou a pré-venda da edição limitada em blu-ray do filme, que foi lançada em 16 de julho de 2021 na Versátil Home Vídeo. Posteriormente, foi colocada na mesma loja pela distribuidora uma tiragem limitada do filme em DVD.
Além de distribuir de produções internacionais, a Synapse Distribution também é responsável por cemrcializar filme produzidos no Brasil diretamente para VOD e estrelados por YouTubers brasileiros como Luccas Neto, Gato Galáctico, Viih Tube, dentre outros.
Em julho de 2021, iniciou uma parceria com a distribuidora Ledafilms para o lançamento de produções do Brasil. No mesmo ano, a Synapse Distribution entrou como uma das distribuidoras do Festival Varilux de Cinema Francês.

## Alguns dos títulos
- Druk (bra: Druk - Mais Uma Rodada) (distribuido com a Vitrine Filmes)[1]
- Quo Vadis, Aida?[1]
- Son of the South (bra: Filhos do Ódio)[10]
- The Clovehitch Killer (bra: Ao Lado de Um Assassino[11])